# مقاطعة مافتنغ
مافتنغ هي مقاطعة من مقاطعات ليسوتو تحوي مساحة 2,119كم مربع ويقدر سكانها في 2006 ب 193,682 نسمة.مافتنغ هي عاصمة المقاطعة أو «الكامبتاون» الخاصة بها والمدينة الوحيدة فيها.

## الجغرافيا
تحد مقاطعة مافتنغ في الغرب مع جنوب أفريقيا ، تحديدا محافظة فري ستيت.محليا، فإنها تقع على حدود المقاطعات التالية:
- مقاطعة ماسيرو-من الشمال الشرقي
- مقاطعة موهيلز هوك-من الجنوب الشرقي

## المناخ
يظهر الجدول التالي التغييرات المناخية على مدار السنة لمقاطعة مافتنغ:
| البيانات المناخية لـمقاطعة مافتنغ | البيانات المناخية لـمقاطعة مافتنغ | البيانات المناخية لـمقاطعة مافتنغ | البيانات المناخية لـمقاطعة مافتنغ | البيانات المناخية لـمقاطعة مافتنغ | البيانات المناخية لـمقاطعة مافتنغ | البيانات المناخية لـمقاطعة مافتنغ | البيانات المناخية لـمقاطعة مافتنغ | البيانات المناخية لـمقاطعة مافتنغ | البيانات المناخية لـمقاطعة مافتنغ | البيانات المناخية لـمقاطعة مافتنغ | البيانات المناخية لـمقاطعة مافتنغ | البيانات المناخية لـمقاطعة مافتنغ | البيانات المناخية لـمقاطعة مافتنغ |
| الشهر                             | يناير                             | فبراير                            | مارس                              | أبريل                             | مايو                              | يونيو                             | يوليو                             | أغسطس                             | سبتمبر                            | أكتوبر                            | نوفمبر                            | ديسمبر                            | المعدل السنوي                     |
| --------------------------------- | --------------------------------- | --------------------------------- | --------------------------------- | --------------------------------- | --------------------------------- | --------------------------------- | --------------------------------- | --------------------------------- | --------------------------------- | --------------------------------- | --------------------------------- | --------------------------------- | --------------------------------- |
| متوسط درجة الحرارة الكبرى °ف      | 81                                | 81                                | 75                                | 70                                | 66                                | 59                                | 59                                | 66                                | 70                                | 79                                | 81                                | 82                                | 72                                |
| متوسط درجة الحرارة الصغرى °ف      | 59                                | 57                                | 54                                | 43                                | 43                                | 36                                | 34                                | 39                                | 41                                | 50                                | 55                                | 57                                | 47                                |
| معدل هطول الأمطار إنش             | 5.6                               | 1.6                               | 4.5                               | 2.0                               | 1.3                               | 1.7                               | 0                                 | 0.2                               | 0                                 | 0.7                               | 4.6                               | 2.7                               | 24.7                              |
| متوسط درجة الحرارة الكبرى °م      | 27                                | 27                                | 24                                | 21                                | 19                                | 15                                | 15                                | 19                                | 21                                | 26                                | 27                                | 28                                | 22                                |
| متوسط درجة الحرارة الصغرى °م      | 15                                | 14                                | 12                                | 6                                 | 6                                 | 2                                 | 1                                 | 4                                 | 5                                 | 10                                | 13                                | 14                                | 9                                 |
| معدل هطول الأمطار مم              | 142                               | 40                                | 115                               | 51                                | 32                                | 44                                | 0                                 | 4                                 | 0                                 | 17                                | 116                               | 68                                | 627                               |
| المصدر #1:                        |                                   |                                   |                                   |                                   |                                   |                                   |                                   |                                   |                                   |                                   |                                   |                                   |                                   |
| المصدر #2:                        |                                   |                                   |                                   |                                   |                                   |                                   |                                   |                                   |                                   |                                   |                                   |                                   |                                   |